# Adoretus sincerus
Adoretus sincerus är en skalbaggsart som beskrevs av Eugène Benderitter 1929. 
Adoretus sincerus ingår i släktet Adoretus och familjen Rutelidae. Inga underarter finns listade i Catalogue of Life.